# Красная Звезда (футбольный клуб)
«Красная Звезда» — бывший футбольный клуб из Петрозаводска.

## История
«Красная Звезда» являлась футбольной командой одноимённого спортивного общества, представлявшего в Карело-Финской ССР предприятия работников лесной, бумажной и деревообрабатывающей промышленности (в том числе Онежского завода, Сегежского бумажного комбината, лесозаводов и сплавных контор). Была образована в 1947 г. Команда мастеров сформирована в 1950 г., в 1951—1954 гг. участвовала в чемпионате СССР среди команд класса Б (первая лига).
В конце сезона 1954 г., несмотря на выигранные переходные матчи у «Динамо» (Петрозаводск) с общим счетом 5:2, в чемпионат СССР заявлена не была.
Постановлением президиума ВЦСПС от 30 октября 1957 г. ДСО «Красная Звезда» была ликвидировано с включением его в состав ДСО профсоюзов «Труд», в это же время упразднена и футбольная команда спортобщества.

## История выступлений

### Чемпионат СССР
- 1951 — 12-е место в классе «Б»
- 1952 — 13-е место в классе «Б»
- 1953 — 10-е место во 2-й зоне класса «Б», 26-е место в финале
- 1954 — 12-е место во 2-й подгруппе класса «Б»

### Кубок СССР
- 1951 — 1/32
- 1952 — 1/32
- 1953 — 1/128
- 1954 — 1/32

### Кубок Карело-Финской ССР
- 1949 — 1/4

### Первенство Карело-Финской ССР
- 1948 — 5 место

## Главные тренеры
- Голицын Николай Николаевич
- Палыска Николай Иосифович